# Marcantoniu Ceccaldi
Marcantoniu Ceccaldi (Vescovato, 1521 - Gènova, 1561) fou un sacerdot i cronista cors, fill de Sebastianu Ceccaldi. El 1545 es posà al servei del Banco di San Giorgio, a qui la República de Gènova havia cedit l'explotació de Còrsega. Fou fet presoner pels francesos després de la derrota genovesa a Petralba (1554) i enviat a Provença. El 1559 va denunciar l'abandó de l'illa per part dels genovesos i el 1560 fou escollit a Bastia Nobile Dodeci; degut al fort descontentament a l'illa, formà part d'una ambaixada corsa que visità Gènova, de la que ja no en va tornar. És autor d'una Storia de Corsica, publicada el 1594 per Anton Pietro Filippini, que cobreix la història de Còrsega de 1525 a 1559.